# Roch Romer
Roch Romer (Römer) herbu własnego – stolnik radomski w 1793 roku, podczaszy radomski w latach 1768–1793, podstoli radomski w 1768 roku, cześnik radomski w latach 1764–1768, wojski radomski w latach 1758–1764, komisarz Komisji Dobrego Porządku województwa sandomierskiego.
Poseł na sejm 1778 roku z województwa sandomierskiego. Był komisarzem Sejmu Czteroletniego z powiatu radomskiego województwa sandomierskiego do szacowania intrat dóbr ziemskich w 1789 roku.